# Веролавеккія
Веролавекк'я, Веролавеккія (італ. Verolavecchia) — муніципалітет в Італії, у регіоні Ломбардія, провінція Брешія.
Веролавеккія розташована на відстані близько 430 км на північний захід від Рима, 70 км на схід від Мілана, 25 км на південний захід від Брешії.
Населення — 3854 особи (2014).

## Демографія
Населення за роками:

Станом на 1 січня 2023 року в муніципалітеті офіційно проживало 408 іноземців з 24 країн, серед них 42 громадяни країн Євросоюзу та 12 громадян України.

## Сусідні муніципалітети
- Борго-Сан-Джакомо
- Корте-де'-Кортезі-кон-Чиньйоне
- Понтевіко
- Куїнцано-д'Ольйо
- Робекко-д'Ольйо
- Веролануова